# Віндгем (Мен)
Віндгем (англ. Windham) — місто (англ. town) в США, в окрузі Камберленд штату Мен. Населення — 18 434 особи (2020).

## Географія
Згідно бюро перепису населення США загальна площа міста  — 130,2 км², з яких: 120,9 км²  — земля та 9,3 км² (7,16 %)  — вода. 

## Демографія
Згідно з переписом 2010 року, у місті мешкала 17 001 особа в 6383 домогосподарствах у складі 4475 родин. Було 7136 помешкань
Расовий склад населення:
| - 96,4 % — білих - 1,0 % — чорних або афроамериканців - 0,6 % — азіатів - 0,3 % — корінних американців |

До двох чи більше рас належало 1,5 %. Частка іспаномовних становила 0,9 % від усіх жителів.
За віковим діапазоном населення розподілялося таким чином: 22,5 % — особи молодші 18 років, 65,9 % — особи у віці 18—64 років, 11,6 % — особи у віці 65 років та старші. Медіана віку мешканця становила 39,9 року. На 100 осіб жіночої статі у місті припадало 100,7 чоловіків;  на 100 жінок у віці від 18 років та старших — 98,6 чоловіків також старших 18 років.
Середній дохід на одне домашнє господарство  становив 83 987 доларів США (медіана — 72 602), а середній дохід на одну сім'ю — 93 620 доларів (медіана — 81 723). Медіана доходів становила 51 056 доларів для чоловіків та 41 302 долари для жінок. За межею бідності перебувало 6,6 % осіб, у тому числі 4,4 % дітей у віці до 18 років та 8,0 % осіб у віці 65 років та старших.
Цивільне працевлаштоване населення становило 9329 осіб. Основні галузі зайнятості: освіта, охорона здоров'я та соціальна допомога — 28,5 %, роздрібна торгівля — 12,3 %, науковці, спеціалісти, менеджери — 11,2 %.